# Widow’s Weeds
Widow’s Weeds (рус. вдовий траур, дословно — одеяния вдовы) — первый студийный альбом норвежской готик-метал-группы Tristania, вышедший в 9 марта 1998 года.
Widow’s Weeds был записан на французской студии Sound Suite studio в ноябре-декабре 1997 года и сразу принёс группе известность.

## Список композиций
Все тексты написаны Мортеном Веландом, вся музыка написана Tristania.
| №                   | Название             | Длительность |
| ------------------- | -------------------- | ------------ |
| 1.                  | «Preludium…»         | 1:09         |
| 2.                  | «Evenfall»           | 6:53         |
| 3.                  | «Pale Enchantress»   | 6:31         |
| 4.                  | «December Elegy»     | 7:31         |
| 5.                  | «Midwintertears»     | 8:32         |
| 6.                  | «Angellore»          | 7:16         |
| 7.                  | «My Lost Lenore»     | 6:23         |
| 8.                  | «Wasteland’s Caress» | 7:40         |
| 9.                  | «…Postludium»        | 1:10         |
| Общая длительность: | Общая длительность:  | 53:06        |

| №                   | Название            | Длительность |
| ------------------- | ------------------- | ------------ |
| 10.                 | «Sirene»            | 3:23         |
| 11.                 | «Cease to Exist»    | 9:14         |
| Общая длительность: | Общая длительность: | 65:44        |

## Tristania
| Оценки критиков     | Оценки критиков |
| Источник            | Оценка          |
| ------------------- | --------------- |
| Chronicles of Chaos | 7/10            |
| Metal.de            | 6/10            |

Tristania — дебютный демоальбом Tristania, выпущенный тиражом 500 экземпляров и записанный на собственные деньги музыкантов. «Midwintertears» и «Pale Enchantress» подверглись серьёзной переработке и вошли в Widow’s Weeds. Две оставшиеся композиции вошли в первый альбом как бонус-треки.
Гитарист группы Андерс вспоминает:
На самом деле мы записали всего лишь четыре песни. Это было обычное демо, 500 экземпляров, которые мы выпустили на свои деньги и разослали куда только можно: в музыкальные журналы, на радиостанции и так далее

### Список композиций
| №                   | Название            | Длительность |
| ------------------- | ------------------- | ------------ |
| 1.                  | «Sirene»            | 3:25         |
| 2.                  | «Midwintertears»    | 8:30         |
| 3.                  | «Pale Enchantress»  | 6:29         |
| 4.                  | «Cease to Exist»    | 9:17         |
| Общая длительность: | Общая длительность: | 27:41        |

## Участники записи
Tristania
- Вибеке Стене — вокал
- Мортен Веланд — гитара, гроулинг
- Anders H. Hidle — гитара
- Rune Østerhus — бас-гитара
- Einar Moen — клавишные
- Kenneth Olsson — ударные

Приглашённые музыканты
- Пит Юхансен — скрипка
- Эстен Бергёй — «чистый» вокал в «Angellore»

Производственный персонал
- Terje Refsnes — продюсер, звукоинженер
- Sindre Y.Kristoffersen — обложка и дизайн